# 당숙 우
당숙 우(唐叔虞)는 서주 초기의 왕족으로, 무왕의 3남이며, 초대 진후다. 이름은 우(虞), 자는 자오(子於)다. 무왕이 자신의 어머니를 만났을 때의 꿈을 따라 작명했다.

## 생애
무왕이 죽고 형 성왕이 즉위하고서 당나라에 내란이 일어나, 주공이 당나라를 쳐 멸했다. 이때 성왕이 숙우와 놀면서 오동나무 잎을 규(珪) 삼아 장난으로 숙우를 봉건했다. 그러나 사일(史佚)이 천자에게 희언이란 없다며 숙우를 책봉하기를 청하였고, 그래서 숙우는 정말로 옛 당나라 땅에 봉해졌다.
다른 뿌리에서 같은 이삭이 나온 이상한 벼를 얻어 성왕에게 바쳤고, 성왕의 명령으로 이를 주공에게 주었다.